# Carastelec (gmina)
Carastelec – gmina w Rumunii, w okręgu Sălaj. Obejmuje miejscowości Carastelec i Dumuslău. W 2011 roku liczyła 1089 mieszkańców.